# Bartosz Slisz
Bartosz Slisz, né le 29 mars 1999 à Rybnik en Pologne, est un footballeur international polonais qui évolue au poste de milieu de terrain à l'Atlanta United FC.

## Biographie

### Zagłębie Lubin
En 2017, il rejoint le Zagłębie Lubin. Dans un premier temps intégré à l'équipe U19. Il faut attendre le 2 avril 2018 pour le voir jouer son premier match avec l'équipe première. Il s'agit d'une rencontre de championnat face au Jagiellonia Białystok et il entre en jeu à la place de Filip Starzyński. Son équipe s'impose par un but à zéro ce jour-là.

### Legia Varsovie
Le 28 février 2020, Bartosz Slisz rejoint le Legia Varsovie, pour un contrat courant jusqu'en décembre 2024, le transfert est estimé à 1,8 million d'euros.

### Atlanta United
Le 17 janvier 2024, Bartosz Slisz rejoint les États-Unis afin de s'engager en faveur d'Atlanta United. Il signe un contrat courant jusqu'en décembre 2028.
Slisz marque son premier but pour Atlanta le 18 mai 2024, lors d'une rencontre de MLS face au Nashville SC. Titulaire, il marque le but égalisateur de son équipe (1-1 score final).

### En sélection
Bartosz Slisz est sélectionné avec l'équipe de Pologne des moins de 20 ans pour participer à la Coupe du monde des moins de 20 ans en 2019. Il est titulaire lors de ce tournoi et joue les quatre matchs de son équipe, qui est battue en huitième de finale contre l'Italie (1-0).
Bartosz Slisz honore sa première sélection avec l'équipe nationale de Pologne le 5 septembre 2021 contre Saint-Marin. Il entre en jeu à la place de Jakub Moder et son équipe s'impose largement par sept buts à un.
Le 8 juin 2024, il figure dans la liste des 26 joueurs polonais retenus par Michał Probierz pour participer à l'Euro 2024.

## Palmarès

### En club
Legia Varsovie
- Champion de Pologne en 2019-2020 et 2020-2021.